# Président du Conseil des ministres de Bosnie-Herzégovine
Le président du Conseil des ministres ou Premier ministre est le chef de gouvernement de Bosnie-Herzégovine. Il est nommé par la présidence et approuvé par la Chambre des représentants.